# Tribunale Nazionale Supremo
Il Tribunale Supremo Nazionale (in polacco: Najwyższy Trybunał Narodowy, NTN) fu un tribunale per i crimini di guerra attivo in Polonia dal 1946 al 1948. Obiettivi e finalità furono definiti dal Consiglio nazionale di Stato nei decreti del 22 gennaio e del 17 ottobre 1946 e 11 aprile 1947. La nuova legge si basava su un precedente decreto del 31 agosto 1944 emanato dal nuovo regime polacco imposto dai sovietici, con giurisdizione sui criminali fascisti - hitleriani e traditori della nazione polacca. Il Tribunale presiedette sette casi di alto profilo che coinvolsero in totale 49 individui.

## Contesto storico
La Germania nazista occupò la Polonia nel 1939, in queste regioni furono compiute molte atrocità. La Dichiarazione di Mosca del 1943 affermò che i tedeschi giudicati colpevoli di crimini di guerra sarebbero stati rimandati nei paesi in cui avevano commesso tali crimini e "giudicati sul posto dai popoli che avevano oltraggiato". La Polonia, che soffrì pesantemente a causa delle atrocità naziste, identificò oltre 12 000 criminali di cui chiese l'estradizione; in realtà furono estradati circa 2 000 criminali tedeschi in Polonia (dal 1945 in poi, la maggior parte prima del 1949).
Lo Stato clandestino polacco istituì i propri tribunali speciali nella Polonia occupata, che processarono e pronunciarono sentenze su alcuni dei criminali di guerra tedeschi. Le autorità comuniste polacche del Comitato Polacco di Liberazione Nazionale (PKWN), che non riconobbero lo Stato clandestino e in alcuni casi perseguitarono attivamente le persone ad esso collegate, stabilirono una propria struttura alternativa, che, con la vittoria delle autorità comuniste sullo Stato clandestino, divenne dominante nella Polonia del dopoguerra. Le autorità del PKWN autorizzarono l'istituzione dei tribunali penali speciali il 12 settembre 1944 per processare i criminali di guerra tedeschi. Il 22 gennaio 1946 fu costituito il Tribunale Supremo Nazionale ad istanza unica, con la missione di processare i principali autori dei crimini commessi dal Terzo Reich nei territori polacchi occupati.

## Giurisdizione e poteri
La giurisdizione e i poteri del Tribunale furono definiti con i decreti del 22 gennaio e del 17 ottobre 1946 e con decreto del 11 aprile 1947. La legge applicata fu il decreto 31 agosto 1944 «concernente la punizione dei criminali fascista-hitleriani colpevoli di omicidio e di maltrattamento della popolazione civile e dei prigionieri di guerra e punizione dei traditori della Nazione polacca». Non ci fu appello dai verdetti del Tribunale.

## Composizione del tribunale
Il tribunale aveva tre giudici, quattro membri della giuria, procuratori e difensori. Il giudice più noto fu Emil Stanisław Rappaport.

## Processi

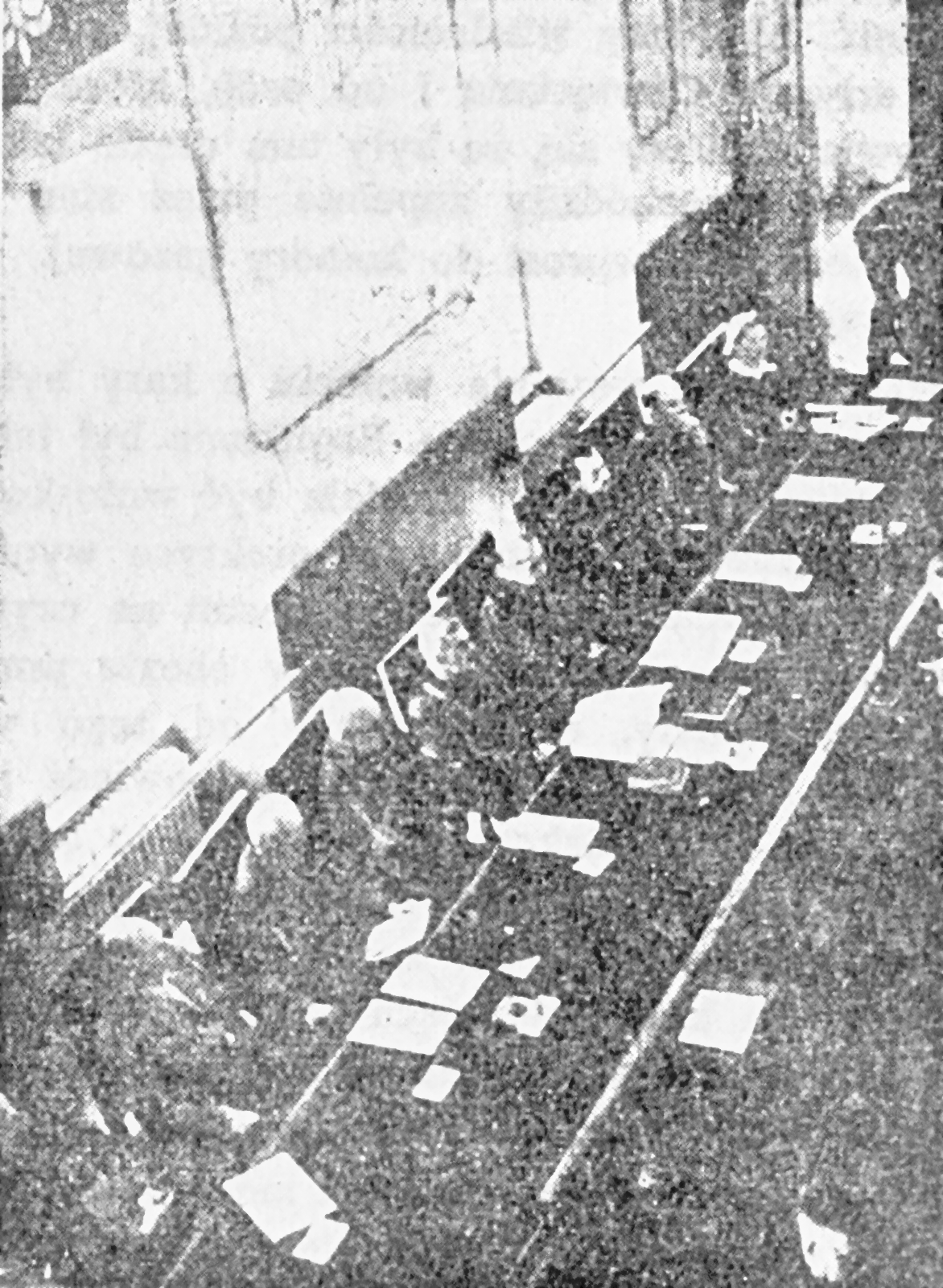
Il Tribunale Supremo Nazionale al completo nel processo contro Amon Göth, 1946

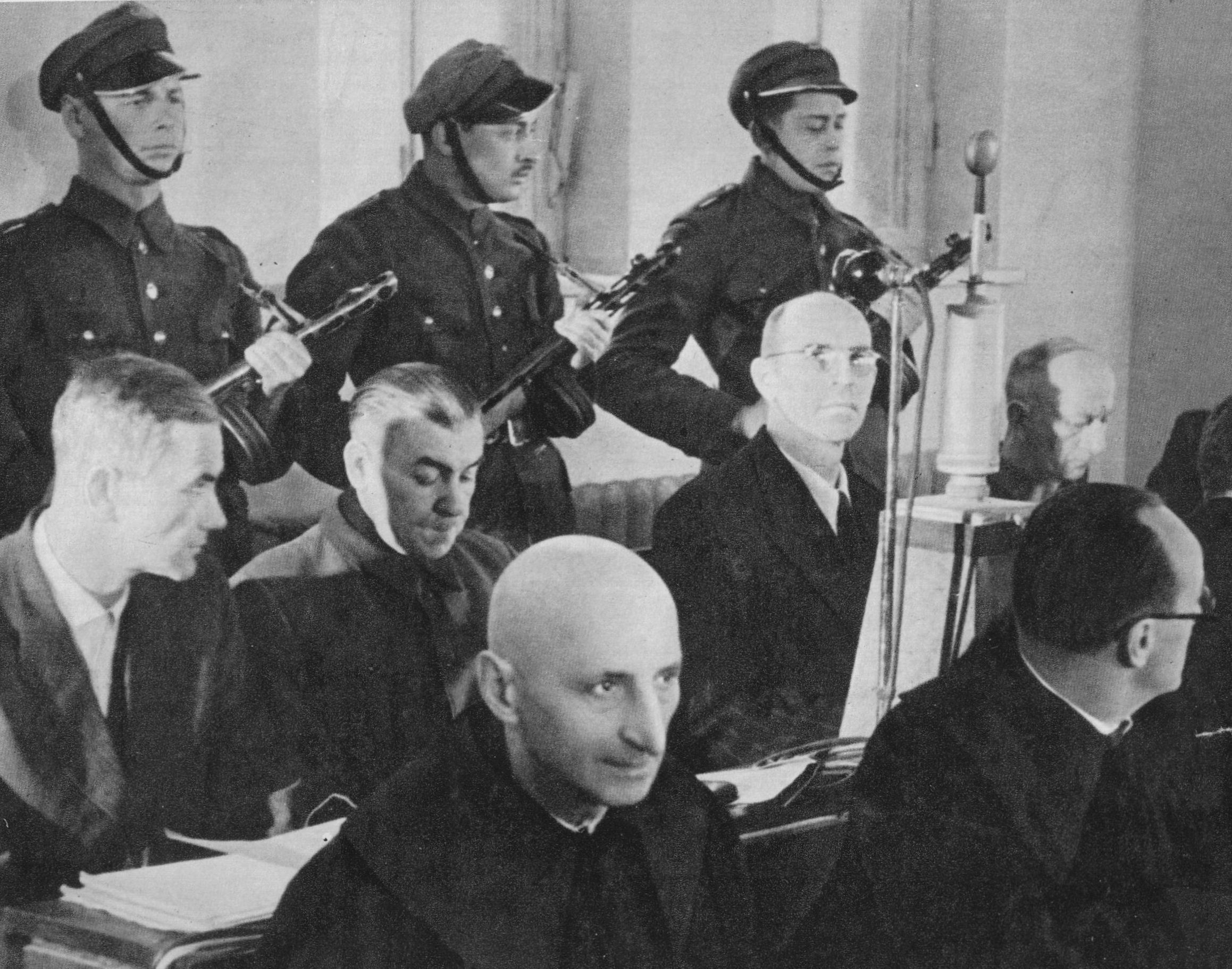
Processo di Varsavia, 1946-1947

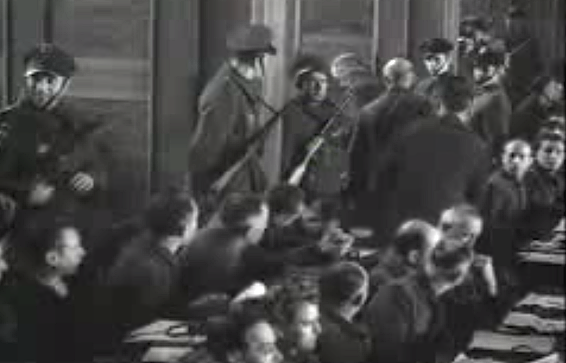
Processo di Auschwitz, Cracovia, 1947

Sette processi furono portati davanti al Tribunale Supremo Nazionale nel periodo 1946-1948:
1. Il processo ad Arthur Greiser, capo della Città Libera di Danzica e in seguito governatore del Reichsgau Wartheland
Il processo ebbe luogo a Poznań, dal 22 giugno al 7 luglio 1946.
Sentenza: pena di morte, eseguita.
2. Il processo ad Amon Göth, comandante del campo di concentramento di Kraków-Płaszów
Il processo ebbe luogo a Cracovia, dal 27 agosto al 5 settembre 1946.
Sentenza: pena di morte, eseguita.
3. Il processo a Ludwig Fischer, Ludwig Leist, Josef Meisinger, Max Daume, tutti e quattro gli alti funzionari nazisti della Varsavia occupata
Il processo ebbe luogo a Varsavia dal 17 dicembre 1946 al 24 febbraio 1947.
Sentenza: Fischer, Meisinger, Daume alla pena di morte, Leist a 8 anni, condanne eseguite.
4. Il processo a Rudolf Höß, uno dei comandanti del campo di concentramento di Auschwitz
Il processo ebbe luogo a Varsavia dall'11 marzo al 29 marzo 1947.
Sentenza: pena di morte, eseguita.
5. Il processo di Auschwitz, contro i 40 nazisti responsabili della gestione del campo di concentramento di Auschwitz (tra cui uno dei comandanti, Arthur Liebehenschel).
Il processo ebbe luogo a Cracovia dal 24 novembre al 16 dicembre 1947.
Sentenza: 23 condanne a morte, 17 condanne da 3 anni di reclusione fino all'ergastolo; una persona, Hans Münch, assolta per il comportamento umano e per aver consentito la sopravvivenza di numerosi pazienti.
6. Il processo ad Albert Forster, governatore del Reichsgau Danzig-Westpreußen
Il processo ebbe luogo a Danzica dal 5 aprile al 29 aprile 1948.
Sentenza: pena di morte, eseguita.
7. Il processo a Josef Bühler, segretario di Stato e vicegovernatore del Governatorato Generale
Il processo ebbe luogo a Cracovia dal 17 giugno al 5 luglio 1948.
Sentenza: pena di morte, eseguita.

I primi due processi, contro Greiser e contro Göth, furono completati prima che fosse emessa la sentenza dal Tribunale Militare Internazionale di Norimberga il 30 settembre 1946. Il Tribunale dichiarò anche che il Governatorato Generale fu un'istituzione criminale.